# Halina Mastalerz
Halina Mastalerz z domu Zielińska (ur. 21 kwietnia 1950 w Kamieniu Pomorskim) – polska robotnica, posłanka na Sejm PRL IX kadencji.

## Życiorys
W 1965 ukończyła szkołę podstawową w Wolinie, a w 1968 Zasadniczą Szkołę Zawodową przy Przedsiębiorstwie Połowów Dalekomorskich i Usług Rybackich „Odra” w Świnoujściu. W tymże przedsiębiorstwie pracowała jako robotnica w przetwórstwie wstępnym, w 1971 została brygadzistką. W latach 1985–1989 pełniła mandat posłanki na Sejm PRL IX kadencji z okręgu Stargard Szczeciński jako bezpartyjna. Zasiadała w Komisji Współpracy Gospodarczej z Zagranicą oraz w Komisji Transportu, Żeglugi i Łączności.